# Rząd Mirka Cvetkovicia

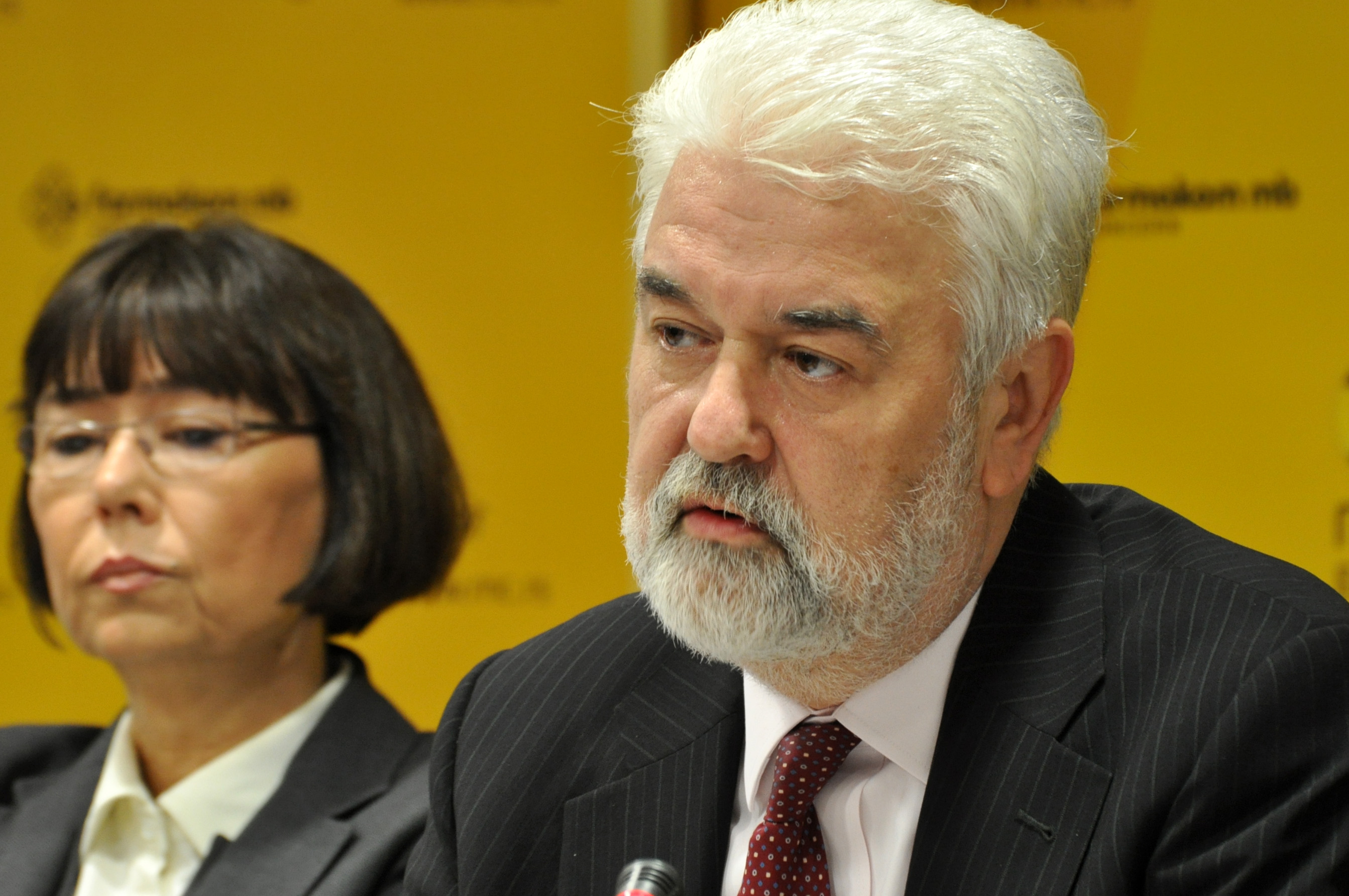
Mirko Cvetković (2010)

Rząd Mirka Cvetkovicia – rząd Republiki Serbii urzędujący od 7 lipca 2008 do 27 lipca 2012.
Gabinet powstał po przedterminowych wyborach parlamentarnych w 2008. Na jego czele stanął bezpartyjny Mirko Cvetković, rekomendowany przez Partię Demokratyczną. W 2011 doszło do rekonstrukcji rządu, obejmującej poza zmianami personalnymi także przekształcenia w zakresie resortów. Gabinet funkcjonował przez całą kadencję Zgromadzenia Narodowego.
Rząd Mirka Cvetkovicia tworzyły: Partia Demokratyczna (DS), G17 Plus (G17+), Socjalistyczna Partia Serbii (SPS), Partia Zjednoczonych Emerytów Serbii (PUPS), Serbski Ruch Odnowy (SPO), Demokratyczna Partia Sandżaku (SDP), Partia Akcji Demokratycznej Sandżaku (SDAS).

## Skład rządu
- premier: Mirko Cvetković (DS)
- pierwszy wicepremier, minister spraw wewnętrznych: Ivica Dačić (SPS)
- wicepremier: Jovan Krkobabić (PUPS)
- wicepremier: Mlađan Dinkić (G17+, 2008–2011)
- wicepremier: Verica Kalanović (G17+, 2011–2012)
- wicepremier, minister nauki i rozwoju technologicznego: Božidar Đelić (DS, 2008–2011)
- minister spraw zagranicznych: Vuk Jeremić (DS)
- minister obrony: Dragan Šutanovac (DS)
- minister finansów: Diana Dragutinović (DS, 2008–2011), Mirko Cvetković (DS, 2011–2012)
- minister sprawiedliwości: Snežana Malović (DS)
- minister rolnictwa, leśnictwa i gospodarki wodnej: Saša Dragin (DS, 2008–2011)
- minister rolnictwa, handlu, leśnictwa i gospodarki wodnej: Dušan Petrović (DS, 2011–2012)
- minister handlu i służb publicznych: Slobodan Milosavljević (DS, 2008–2011)
- minister telekomunikacji i społeczeństwa informacyjnego: Jasna Matić (G17+, 2008–2011)
- minister gospodarki i rozwoju regionalnego: Mlađan Dinkić (G17+, 2008–2011), Jasna Matić (G17+, 2011, p.o.), Nebojša Ćirić (G17+, 2011–2012)
- minister ds. narodowego planu inwestycji: Verica Kalanović (G17+, 2008–2011), Snežana Samardžić-Marković (G17+, 2011, p.o.)
- minister infrastruktury: Milutin Mrkonjić (SPS, od 2011 również minister energii)
- minister energii i górnictwa: Petar Škundrić (SPS, 2008–2011)
- minister środowiska i planowania przestrzennego: Oliver Dulić (DS, 2008–2012, od 2011 również minister górnictwa)
- minister pracy i polityki społecznej: Rasim Ljajić (SDP)
- minister zdrowia: Tomica Milosavljević (G17+, 2008–2011), Rasim Ljajić (SDP, 2011, p.o.), Zoran Stanković (G17+, 2011–2012)
- minister edukacji: Žarko Obradović (SPS, od 2011 również minister nauki i rozwoju technologicznego)
- minister kultury: Nebojša Bradić (G17+, 2008–2011)
- minister kultury, informacji i społeczeństwa informacyjnego: Predrag Marković (G17+, 2011–2012)
- minister młodzieży i sportu: Snežana Samardžić-Marković (G17+, 2008–2012), Verica Kalanović (G17+, 2012, p.o.)
- minister ds. diaspory: Srđan Srećković (SPO, od 2011 również minister ds. religijnych)
- minister ds. religijnych: Bogoljub Šijaković (DS, 2008–2011)
- minister ds. administracji publicznej i samorządowej: Milan Marković (DS, od 2011 również minister ds. praw człowieka i mniejszości)
- minister ds. praw człowieka i mniejszości: Svetozar Čiplić (DS, 2008–2011)
- minister ds. Kosowa i Metochii: Goran Bogdanović (DS)
- minister bez teki: Sulejman Ugljanin (SDAS)